# Обручевский район
О́бручевский райо́н — район в Москве, расположенный в Юго-Западном административном округе. Району соответствует внутригородское муниципальное образование муниципальный округ Обручевский.
На территории района находятся учебные корпуса и студенческий городок Российского университета дружбы народов, физическую охрану территории и объектов осуществляет специальный отдел полиции (ОП) по обслуживанию РУДН УВД ЮЗАО г. Москвы.

## Территория и границы
Обручевский вместе с Ломоносовским, Гагаринским районами и районом Теплый Стан, входит в группу районов, расположенных вдоль Ленинского проспекта — основной магистрали южного направления, соединяющей город с аэропортом «Внуково».
Район расположен на юго-западе Москвы, в составе Юго-Западного административного округа. Его границы проходят по осям улицы Островитянова, Ленинского проспекта, улиц Гарибальди, Профсоюзной, Обручева, Академика Волгина (обходя домовладение № 2), Миклухо-Маклая и Академика Опарина до улицы Островитянова. Обручевский граничит с 6 другими муниципалитетами города — Тропарёво-Никулино, Проспект Вернадского, Тёплый Стан, Коньково, Ломоносовский и Черёмушки. Площадь района составляет по разным оценкам либо 604,6 га, либо 610,94 га. По территории проходят русла трёх рек — Раменки, Самородинки и Очаковки.

## Население
| 2002    | 2010    | 2012    | 2013    | 2014    | 2015    | 2016    |
| ------- | ------- | ------- | ------- | ------- | ------- | ------- |
| 63 484  | ↗78 619 | ↗79 623 | ↗81 679 | ↗82 748 | ↗83 469 | ↗84 122 |
| 2017    | 2018    | 2019    | 2020    | 2021    | 2023    | 2024    |
| ↗84 257 | ↗85 616 | ↗86 793 | ↗87 458 | ↗90 212 | ↘87 447 | ↘87 258 |

Площадь жилого фонда — 1741,99 тыс. м² (2010 год).

### Национальный состав
По итогам переписи населения 2020 года проживали следующие национальности (национальности менее 0,1 % и другое, см. в сноске к строке «Другие»):
| Национальность | Численность, чел. | Доля     |
| -------------- | ----------------- | -------- |
| Русские        | 63 295            | 70,16 %  |
| Татары         | 612               | 0,68 %   |
| Армяне         | 589               | 0,65 %   |
| Украинцы       | 502               | 0,56 %   |
| Узбеки         | 432               | 0,48 %   |
| Азербайджанцы  | 319               | 0,35 %   |
| Грузины        | 302               | 0,33 %   |
| Таджики        | 291               | 0,32 %   |
| Киргизы        | 244               | 0,27 %   |
| Чеченцы        | 192               | 0,21 %   |
| Евреи          | 185               | 0,21 %   |
| Казахи         | 147               | 0,16 %   |
| Белорусы       | 146               | 0,16 %   |
| Осетины        | 99                | 0,11 %   |
| Другие         | 22 857            | 25,35 %  |
| Итого          | 90 212            | 100,00 % |

## Герб и флаг
Герб и флаг района утверждены и внесены в Геральдический реестр города Москвы с присвоением регистрационного номера 25 февраля 2004 года.
Герб представляет собой зелёный щит московской формы, флаг — полотнище того же цвета с соотношением сторон 2:3. На них изображён летящий золотой орёл, держащий в лапах чёрный обруч с золотыми гранями, в центре которого расположена серебряная книга с красным переплётом. Орёл символизирует попытку в имении Воронцова создать воздушный шар с целью обстрела из него наступающих в 1812 году французских войск, обруч — название района, а книга — наличие на территории муниципального округа институтов.

## Происхождение названия
Своё название район получил по главной магистрали — улице Обручева, названной в 1965 году в честь русского и советского академика В. А. Обручева.

## История
В северной части территории района на Калужском шоссе располагалось село и усадьба Воронцово, с обширным парком. В создании усадьбы принимал участие В. И. Баженов. В 1812 году Франц Леппих в условиях секретности строил на территории усадьбы управляемый боевой воздушный шар для отражения Наполеоновского нашествия.
После революции в усадьбе образован совхоз «Воронцово», занимавшийся выращиванием свиней. В результате его деятельности была разорена церковь, здания усадьбы пришли в негодность. В южной части территории района около нынешнего Ленинского проспекта находилась усадьба Богородское-Воронино, от которой до настоящего времени дошла часть парка, где в 1941 был установлен бетонный дот.
В августе 1960 года территория округа вошла в состав Москвы и до 1991 года входила в Октябрьский и Черёмушкинский районы. В 1962—1963 застраивается 37-38 квартал Юго-Запада между Ленинским проспектом и улицей Новаторов, а также между улицей Обручева и речкой Самородинкой. В застройке преобладали пятиэтажные дома «хрущёвки». В 1964—1970 в 42 квартале Юго-Запада возник студенческий городок и корпуса Университета дружбы народов им. П. Лумумбы.
В 1983—1985 застраивается микрорайон Воронцово между тогда же возникшими улицами Воронцовские пруды и Академика Челомея, благоустраивается Воронцовский парк и пруды. В 1984 году в начале улицы Островитянова построен комплекс зданий 2-го медицинского института (ныне РГМУ), на одном из корпусов — огромные мозаичные панно (художники Л. Полищук, С. Щербинина).
В 1990 году возобновлено богослужение в церкви Троицы в Воронцове и в последующие годы здание храма отреставрировано. В 2005 году построен новый микрорайон между улицами Саморы Машела и Островитянова. С 1998 года в районе ведётся снос пятиэтажных домов «хрущёвок». С 2006 года проводится благоустройство Воронцовского парка и реставрация зданий усадьбы.

## Транспорт
На границе района располагаются две станции метро Калужско-Рижской линии и Большой кольцевой линии: «Новые Черёмушки» и «Калужская», «Новаторская» и «Воронцовская». Но для некоторых частей Обручевского района ближайшими являются станции метро «Тропарёво», «Юго-Западная», «Проспект Вернадского», «Беляево» или «Коньково».

## Учебные и научные организации
- Российский национальный исследовательский медицинский университет имени Н. И. Пирогова (1975—1984)
- Российский университет дружбы народов (1964—1970, арх. Я. Белопольский)
- Российский государственный геологоразведочный университет имени Серго Орджоникидзе
- Государственный институт русского языка имени А. С. Пушкина
- Научный центр акушерства, гинекологии, перинатологии Российской академии медицинских наук

## Парки и общественные пространства

#### Воронцовский парк
Памятник садово-паркового искусства конца XVIII — начала XIX века площадью около 38,6 га. Здесь произрастает более 7500 деревьев, расположено 9 строений, 5 из которых представляют собой памятники истории и культуры. В парке сохранилось историческое гидротехническое сооружение — каскад прудов с обустроенными прогулочными мостиками. В нем также есть и зеленая зона с 200-летними деревьями и площадки для занятий спортом, Китайский и Итальянский сады, а также садово-парковые лабиринты. В 2019 году в рамках программы мэра Москвы «Мой район» обновили детскую площадку на Южном луче — здесь появились три качели в виде подвешенной Луны. В 2019 году в парке также провели работы по выносу и переустройству высоковольтной линии электропередач: часть проводов проложили под землёй, а вместо демонтированных опор ЛЭП высадили 107 крупных деревьев и более трех сотен кустарников.
Государственный природный заказник «Лес на реке Самородинке»
Лесопарк между Ленинским проспектом, улицами Обручева, Миклухо-Маклая и Академика Волгина, общей площадью 50,3 га. В северной его части расположен пруд Запятая площадью чуть менее 1 га, являющийся истоком реки Самородинки. В результате комплексного благоустройства территории создана комфортная дорожно-тропиночная сеть с мостовыми переходами, устройством спортивных и детских площадок, освещения.
В 1991 году долину реки объявили памятником природы, а зелёный массив на её территории стал в 2004 году Государственным природным заказником «Лес на реке Самородинке». Местная флора насчитывает более 120 видов. Здесь можно встретить лесные растения, занесённые в Красную книгу, – подснежник, ландыш, купальница. А представители фауны, например белки, с удовольствием примут угощение в виде семечек или орешков.
В парке проведена масштабная реконструкция. Перед проектировщиками стояла непростая задача: гармонично вписать в живописный уголок природы разнообразные функциональные зоны — для любителей велосипедных и пешеходных прогулок, желающих заняться спортом на свежем воздухе и погулять с детьми. Была создана прогулочная зона вокруг пруда Запятая. Его берег укрепили, а дно почистили. По периметру уложили широкие дорожки из тротуарной плитки, к воде сделали удобные спуски, для любителей пляжного отдыха установили шезлонги.

#### Народный парк на улице Новаторов
Зона отдыха от ул. Новаторов д. 34 к. 5 до ул. Новаторов д. 34 к. 6, благоустроенная в 2015 году. Парк появился на месте перенесенной в другое место футбольно-хоккейной площадки. Кроме дорожно-тропиночной сети, здесь появились скамейки, детская площадка с игровым комплексом, зеленые насаждения, скамейки и урны. На территории парка в центре тихой зоны отдыха размещен сухой фонтан.

#### Пешеходная зона на улице Саморы Машела
Пешеходная зона на улице Саморы Машела — от дома 4 до домов 5 и 7 на ул. Островитянова. Общая площадь благоустроенной в рамках программы мэра Москвы «Мой район» в 2019 году территории составила 5,4 гектара. Здесь обновили дорожки и газоны, обустроили лестницы, пандусы и водостоки, и  привели в порядок фонтан в виде дерева в центре прогулочной зоны. Возле дома 6 оборудовали площадку со столами для игры в пинг-понг. Во дворах на ул. Самора Машела появились современные детские площадки. Вечером многоуровневый променад освещают дизайнерские фонари — они также оснащены лазерами, которые проецируют на дорожку яркие изображения. На территории также установлены качели в форме Луны.

#### Крупнейший в Россиипамп-трек
Спортивно-рекреационная зона на улице Новаторов, 22. Спортивное сооружение предназначено для любителей катания на велосипедах, роликах или самокатах. Появился в районе в 2019 году. В этом же году была благоустроена прилегающая к нему территория сквера. Рядом с памп-треком оборудовали новые опоры освещения, установили скамейки и урны, высадили десяток деревьев и 700 кустарников.

## Религия

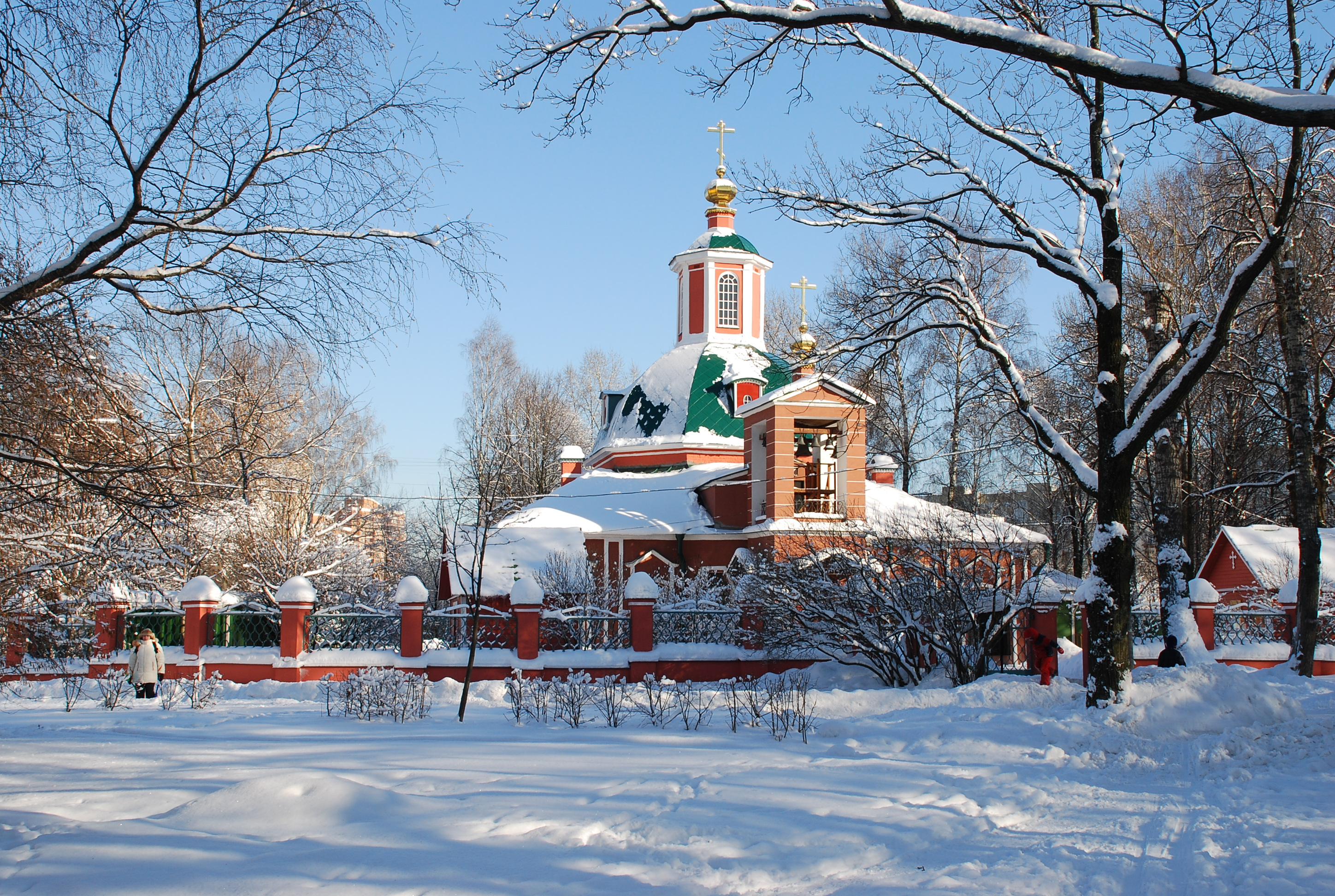
Храм Живоначальной Троицы в Воронцове

### Православные храмы
В районе имеются три действующих православных храма:
- Храм Живоначальной Троицы в Воронцове (ул. Академика Пилюгина, 1, настоятель — протоиерей Сергей Поляков).
- Храм преподобного Иосифа Волоцкого (ул. Академика Челомея, вл. 3б, настоятель — иерей Роман Марков).
- Храм Святых мучениц Веры, Надежды, Любови и премудрой матери их Софии (ул. Миклухо-Маклая, вл. 4-10, настоятель — насельник Даниловой обители, игумен Иоасаф (Полуянов).

Храмы входят в состав Андреевского благочиния Московской городской епархии Русской православной церкви.